# The Daring Caballero
The Daring Caballero è un film del 1949 diretto da Wallace Fox.
È un western statunitense con Duncan Renaldo e Leo Carrillo.  Fa parte della serie di film (il primo prodotto dalla United Artists) incentrati sul personaggio di Cisco Kid, eroe del West creato da O. Henry nel racconto The Caballero's Way del 1907.

## Produzione
Il film, diretto da Wallace Fox su una sceneggiatura di Betty Burbridge e un soggetto di Frances Kavanaugh, fu prodotto da Philip N. Krasne per la Inter American Films e girato a Pioneertown, California, da metà dicembre 1948.

## Distribuzione
Il film fu distribuito negli Stati Uniti dal 14 giugno 1949 al cinema dalla United Artists.
Altre distribuzioni:
- in Portogallo il 1º gennaio 1951 (Cavaleiros do Diabo)
- negli Stati Uniti (Guns of Fury, in TV)
- in Germania Ovest (Cisco räumt auf)

## Promozione
Le tagline sono:
- Thrill After Thrill!
- LOOK OUT FOR THE CISCO KID - HE'S OUT FOR MURDER!
- THRILL AFTER THRILL... as the bravest man in the West rides with BLAZING GUNS and FIGHTING FURY!
- HERE HE COMES! Riding Like The WIND... Fighting Like FURY!
- IT'S MURDER!... and the fightn'est hombre North of the Rio Grande is on the trail of the killer...